# Szerzetes

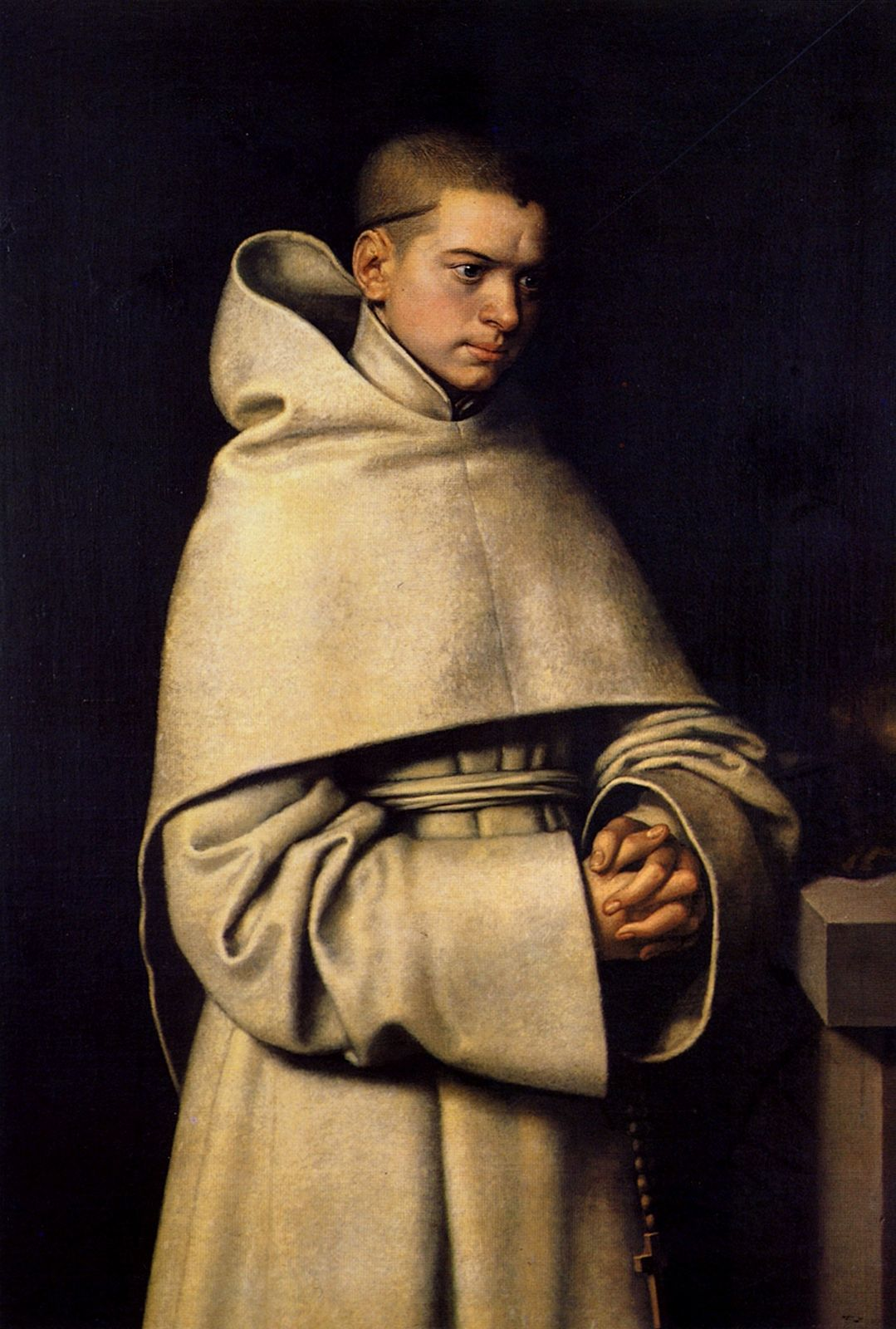
Sofonisba Anguissola (1556)

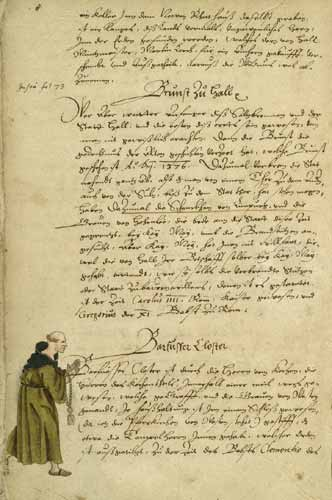
Ferences rendi szerzetes ábrázolása egy középkori kódex lapján

A szerzetes az a személy, aki vallási fogadalmat tett vagy beavatást kapott és gyakorolja az aszkézis vagy önmegtagadás által a világtól való elvonult életet, egyedül vagy más személyekkel. Keresztény értelemben a szerzetesnek a – regulával bíró – szerzetesrendekben élő személyt tekintik, szemben a szabályoktól mentes, közösségi életet nem élő remetével. A két életforma közt vannak átmenetek, így pl. remete-rendnek tekintik a pálos rendet. (Azaz bizonyos mértékben magányban élő, de közösséghez tartozó szerzetesek.)
Az életforma elsősorban a kereszténységben, a hinduizmusban, a buddhizmusban, a dzsainizmusban létezik.

## Magyar nyelvű irodalom
- Dombi Márk: A szerzetesélet, Székesfehérvár, 1930 → elektronikus elérhetőség